# Dundalk Football Club
Il Dundalk Football Club (in irlandese: Cumann Peile Dhún Dealgan) è una società calcistica irlandese con sede nella città di Dundalk. Milita in League of Ireland Premier Division, la massima divisione del campionato irlandese di calcio, ed è la squadra irlandese con il ranking più alto nelle competizioni europee secondo il coefficiente UEFA. Con 14 campionati nazionali e 12 FAI Cup, è il secondo club più vincente della storia del calcio irlandese dopo lo Shamrock Rovers.
Fondato nel 1903 come Dundalk GNR, il Dundalk ha come colori sociali il bianco e il nero, e gioca le partite casalinghe all'Oriel Park. Lo stemma della società deriva dal vecchio blasone cittadino.
Il Dundalk è stata la prima società calcistica irlandese a vincere una partita fuori casa in una competizione europea battendo il Fussballclub Zürich per 2-1 nella Coppa dei Campioni 1963-1964, e tra i successi europei vanta due qualificazioni alla fase a gironi dell'UEFA Europa League, nel 2016-2017 e nel 2020-2021. Nella prima occasione, il Dundalk è diventata la prima squadra irlandese a ottenere punti e a vincere una partita in quella fase della competizione.

## Storia
La società fu fondata nel 1903 come GNR AFC Dundalk, nota anche come Dundalk GNR. Nel 1906 fu tra i membri fondatori della Dundalk and District League, successivamente allargata e rinominata Dundalk and the Newry District Leagues. Nel 1921 con la proclamazione dello Stato Libero d'Irlanda fu organizzata la prima edizione del campionato di calcio irlandese, denominata Free State League, costituita da otto squadre provenienti dalla sola città di Dublino. Il Dundalk GNR, invece, fu ammesso come unica squadra al di fuori della capitale nella Leinster Senior League. Solamente nella stagione 1926-1927 il Dundalk GRN entrò a far parte della Free State League. Il 21 agosto 1926 giocò la sua prima partita in campionato in trasferta contro il Fordsons perdendo per 2-1.
Nel 1930 la società fu rinominata Dundalk Football Club. E nel 1933 fu la prima squadra al di fuori della città di Dublino a vincere il campionato. Nel 1942 vinse per la prima volta la FAI Cup vincendo la finale per 3-1 sul Cork United. Vinse nuovamente la coppa sette anni dopo nel 1949 sconfiggendo in finale il Cork Athletic per 4-1. Tornò a vincere il campionato nella stagione 1962-1963, vittoria che consentì al Dundalk FC di qualificarsi per la Coppa dei Campioni 1963-1964, prima partecipazione in assoluto a competizioni continentali. Il primo turno vide il Dundalk FC opposto agli svizzeri dello Zurigo. La gara di andata vide lo Zurigo imporsi all'Oriel Park di Dundalk per 3-0, mentre nella gara di ritorno giocata a Zurigo il Dundalk FC riuscì a imporsi per 2-1. Questa è la prima volta che una squadra irlandese ha vinto una partita in trasferta. Nonostante ciò, il Dundalk FC fu eliminato al primo turno.
Gli anni Settanta, Ottanta e Novanta hanno visto il Dundalk FC vincere il campionato per sei volte, la FAI Cup per quattro volte, la League of Ireland Cup per altre quattro volte. In campo europeo raggiunge il miglior risultato con gli ottavi di finale della Coppa dei Campioni 1979-1980: dopo aver sconfitto i nordirlandesi del Linfield nel turno preliminare e i maltesi dell'Hibernians nei sedicesimi di finale, sono stati eliminati dagli scozzesi del Celtic negli ottavi di finale.
Al termine della stagione 1998-1999 il Dundalk FC concluse all'ultimo posto, venendo retrocesso in First Division per la prima volta nella sua storia, concludendo una permanenza in massima serie lunga 77 anni. Dopo due anni riuscì a tornare in Premier Division, ma vi rimase un solo anno (stagione 2001-2002), culminato tra l'altro con la vittoria della FAI Cup 2001-2002 e conseguente qualificazione alla Coppa UEFA 2002-2003.
Nel 2006 il Dundalk FC fu al centro di una situazione che generò malcontento tra i tifosi locali. Dovendo completare l'organico della Premier Division a seguito della rinuncia dei campioni in carica dello Shelbourne e del ritiro a campionato in corso del Dublin City, la FAI decise di ammettere in Premier Division le dodici squadre con il miglior punteggio accumulato nelle ultime quattro stagioni. Nonostante il Dundalk FC avesse concluso la First Division al secondo posto, vincendo la doppia sfida con il Waterford United, era al quattordicesimo posto della graduatoria e non fu promosso, al contrario del Galway United, che aveva concluso il campionato al terzo posto, ma dodicesimo in graduatoria.
Riuscì a tornare in massima serie nel 2008, vincendo la First Division. Da allora è presente ininterrottamente in Premier Division. Nel 2014, il Dundalk è tornato a vincere il campionato dopo 19 anni, successo bissato l’anno seguente, nel 2015. Nell’Europa League 2014-15 il Dundalk ha raggiunto il secondo turno, venendo eliminato dai croati dell'Hajduk Spalato, nonostante la vittoria in trasferta per 2-1 (sconfitta all'andata in casa per 2-0) e dopo aver eliminato i lussemburghesi del Jeunesse Esch vincendo entrambe le gare. Nel 2016, il Dundalk ha vinto nuovamente il campionato per il terzo anno consecutivo. Nello stesso anno, il club è giunto alla fase a gironi di Europa League, dopo esser stato eliminato nei play-off per la fase a gironi di Champions League; qui il Dundalk ha eliminato prima gli islandesi dell'FH e poi i bielorussi del BATĖ, per poi essere sconfitti dai polacchi del Legia Varsavia ai play-off. In Europa League è stato sorteggiato nel gruppo D, terminando al quarto posto con una vittoria sul Maccabi Tel Aviv, un pareggio con l'AZ Alkmaar e quattro sconfitte.
Grazie al secondo posto in campionato, alle spalle del Cork City, prende parte alle qualificazioni di UEFA Europa League 2018-2019: dopo aver eliminato il Levadia Tallinn con una doppia vittoria, il cammino si interrompe al turno seguente contro l’AEK Larnaca. Lo 0-0 in Irlanda non basta ed al ritorno i ciprioti si impongono per 4-0.
Il club vince il campionato irlandese del 2018 con 10 punti di vantaggio dal Cork City, raggiungendo un posto per le qualificazioni alla fase a gironi della UEFA Champions League 2019-2020.

## Stadio
Il Dundalk gioca le partite casalinghe all'Oriel Park, impianto in erba artificiale con una capienza di 4 500 spettatori (di cui circa 3 000 a sedere), situato nella città di Dundalk.

## Palmarès
Fonte: sito ufficiale.

### Competizioni nazionali
- Campionato irlandese: 14

1932-1933, 1962-1963, 1966-1967, 1975-1976, 1978-1979, 1981-1982, 1987-1988, 1990-1991, 1994-1995, 2014, 2015, 2016, 2018, 2019
- Coppa d'Irlanda: 12

1941-1942, 1948-1949, 1951-1952, 1957-1958, 1976-1977, 1978-1979, 1980-1981, 1987-1988, 2001-2002, 2015, 2018, 2020
- Coppa di Lega irlandese: 7

1977-1978, 1980-1981, 1986-1987, 1989-1990, 2014, 2017, 2019
- Supercoppa d'Irlanda: 3  (record condiviso con Cork City)

2015, 2019, 2021
- League of Ireland Shield: 2

1966-1967, 1971-1972
- League of Ireland First Division: 2

2000-2001, 2008
- Top Four Cup: 2

1963-1964, 1966-1967

### Competizioni regionali
- Leinster Senior Cup: 7

1950-1951, 1960-1961, 1970-1971, 1973-1974, 1976-1977, 1977-1978, 2014-2015
- Dublin City Cup: 5

1937-1938, 1942-1943, 1948-1949, 1967-1968, 1968-1969

### Competizioni internazionali
- Inter-City Cup: 1

1942

### Altri piazzamenti
- Campionato irlandese:

Secondo posto: 1930-1931, 1936-1937, 1942-1943, 1947-1948, 1963-1964, 1967-1968, 1979-1980, 1980-1981, 1986-1987, 1988-1989, 2013, 2017
Terzo posto: 1937-1938, 1938-1939, 1948-1949, 1982-1983, 1985-1986, 1989-1990, 2020, 2022
- Coppa d'Irlanda:

Finalista: 1930-1931, 1934-1935, 1937-1938, 1986-1987, 1993, 2016, 2017, 2019
Semifinalista: 1928-1929, 1929-1930, 1933-1934, 1935-1936, 2012, 2013, 2021
- League of Ireland Cup:

Finalista: 1982-1983, 1985-1986, 1988-1989, 1994-1995
Semifinalista: 2010, 2015, 2018
- Supercoppa d'Irlanda:

Finalista: 2016, 2017, 2018
- FAI First Division:

Secondo posto: 2006
Terzo posto: 2007
- Setanta Sports Cup:

Finalista: 2011, 2014

## Statistiche e record

### Partecipazione ai campionati
| Livello | Categoria                                            | Partecipazioni | Debutto   | Ultima stagione | Totale |
| ------- | ---------------------------------------------------- | -------------- | --------- | --------------- | ------ |
| 1º      | League of Ireland League of Ireland Premier Division | 82             | 1926-1927 | 2019            | 82     |
| 2º      | League of Ireland First Division                     | 9              | 1999-2000 | 2008            | 9      |

### Partecipazione alle competizioni UEFA per club
| Competizione                          | Partecipazioni | Debutto   | Ultima stagione | Totale |
| ------------------------------------- | -------------- | --------- | --------------- | ------ |
| Coppa dei Campioni / Champions League | 11             | 1963-1964 | 2018-2019       | 11     |
| Coppa delle Coppe                     | 3              | 1977-1978 | 1987-1988       | 3      |
| Coppa UEFA / Europa League            | 8              | 1980-1981 | 2018-2019       | 8      |
| Coppa delle Fiere                     | 2              | 1968-1969 | 1969-1970       | 2      |

### Statistiche nelle competizioni UEFA
Tabella aggiornata alla stagione 2024-2025.
| Competizione                  | Partecipazioni | G  | V  | N  | P  | RF | RS |
| ----------------------------- | -------------- | -- | -- | -- | -- | -- | -- |
| UEFA Champions League         | 13             | 38 | 4  | 15 | 17 | 26 | 63 |
| Coppa delle Coppe             | 3              | 8  | 2  | 1  | 5  | 7  | 14 |
| Coppa UEFA/UEFA Europa League | 10             | 37 | 10 | 4  | 23 | 36 | 74 |
| UEFA Conference League        | 2              | 10 | 4  | 4  | 2  | 18 | 13 |
| Coppa delle Fiere             | 2              | 6  | 1  | 1  | 4  | 4  | 25 |

## Organico

### Rosa 2020
Aggiornata al 5 novembre 2020.
| N. |                             | Ruolo | Calciatore       |
| -- | --------------------------- | ----- | ---------------- |
| 1  | Irlanda (bandiera)          | P     | Gary Rogers      |
| 2  | Irlanda (bandiera)          | D     | Seán Gannon      |
| 3  | Irlanda (bandiera)          | D     | Brian Gartland   |
| 4  | Irlanda (bandiera)          | D     | Seán Hoare       |
| 5  | Irlanda (bandiera)          | C     | Chris Shields    |
| 6  | Inghilterra (bandiera)      | C     | Jordan Flores    |
| 7  | Irlanda del Nord (bandiera) | C     | Michael Duffy    |
| 8  | Irlanda (bandiera)          | C     | John Mountney    |
| 9  | Irlanda (bandiera)          | A     | Patrick Hoban    |
| 10 | Irlanda (bandiera)          | C     | Greg Sloggett    |
| 11 | Irlanda (bandiera)          | C     | Patrick McEleney |
| 12 | Irlanda del Nord (bandiera) | A     | Georgie Kelly    |
| 14 | Irlanda (bandiera)          | D     | Dane Massey      |
| 15 | Irlanda (bandiera)          | D     | Darragh Leahy    |
| 16 | Irlanda (bandiera)          | C     | Sean Murray      |

| N. |                             | Ruolo | Calciatore       |
| -- | --------------------------- | ----- | ---------------- |
| 17 | Inghilterra (bandiera)      | A     | Nathan Oduwa     |
| 18 | Inghilterra (bandiera)      | C     | Will Patching    |
| 19 | Irlanda (bandiera)          | C     | Mark Hanratty    |
| 20 | Irlanda (bandiera)          | P     | Aaron McCarey    |
| 21 | Irlanda (bandiera)          | D     | Dan Cleary       |
| 22 | Serbia (bandiera)           | C     | Stefan Čolović   |
| 23 | Irlanda del Nord (bandiera) | D     | Cameron Dummigan |
| 24 | Irlanda (bandiera)          | A     | Jamie Wynne      |
| 27 | Irlanda (bandiera)          | A     | Daniel Kelly     |
| 28 | RD del Congo (bandiera)     | A     | Lido Lotefa      |
| 29 | Irlanda (bandiera)          | A     | David McMillan   |
| 30 | Irlanda (bandiera)          | P     | Jimmy Corcoran   |
| 44 | Irlanda (bandiera)          | D     | Andy Boyle       |
| 45 | Stati Uniti (bandiera)      | A     | Joshua Gatt      |

### Staff tecnico
- Filippo Giovagnoli - Allenatore
- Giuseppe Rossi - Assistente
- Steve Williams - Preparatore dei portieri
- Dr. David Connolly - Medico sociale
- Adam Kelly - Massaggiatore
- Danny Miller - Fisioterapista
- David Murphy - Fisioterapista